# Cocobacilo

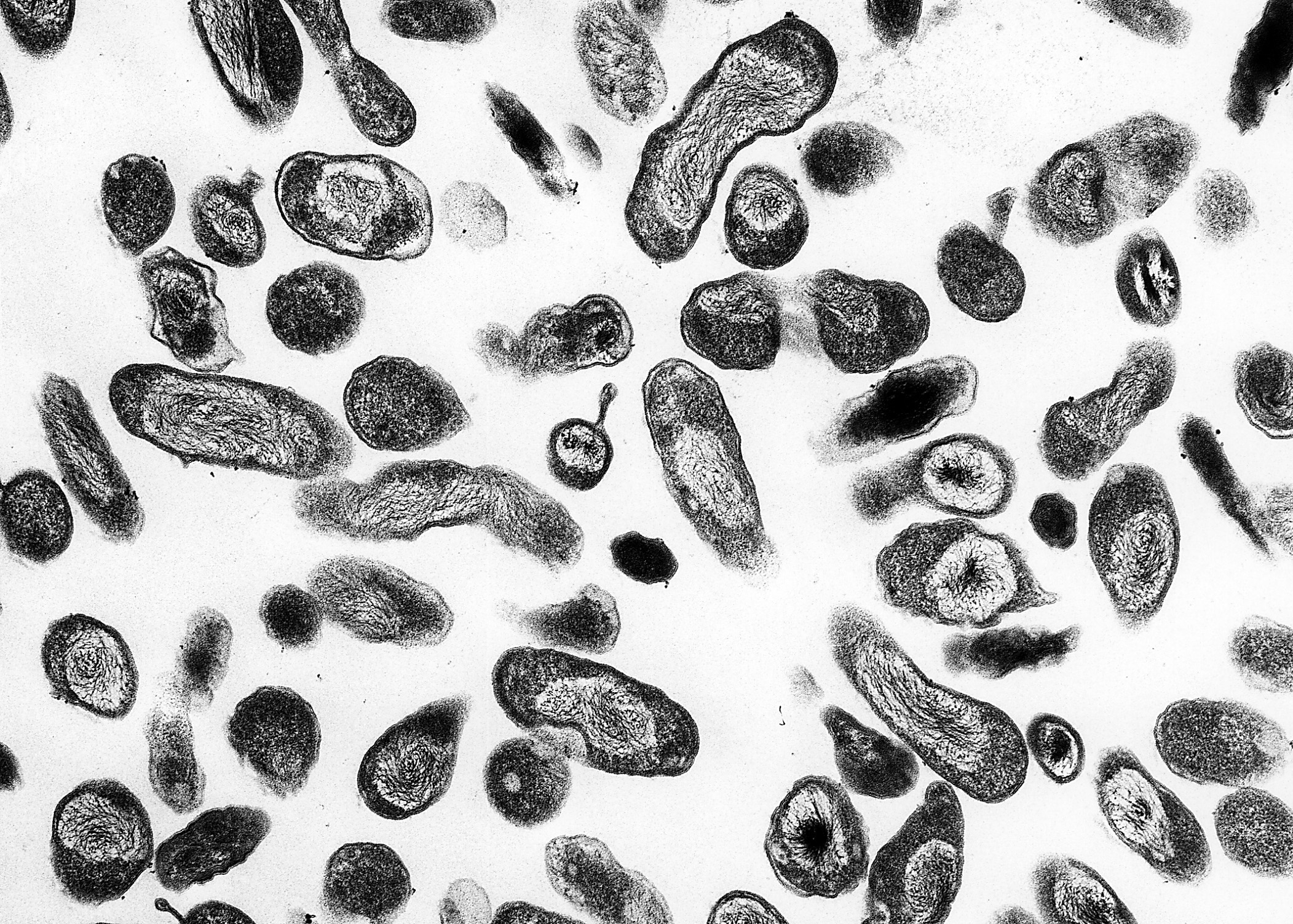
Coxiella burnetii, un ejemplo de un cocobacilo.

Bacilo Corto (plural Bacilos cortos), es un tipo de bacteria con una forma intermedia entre los cocos (bacterias esféricas) y los bacilos (bacterias en forma de varilla). Los cocobacilos por tanto, tienen forma de bastoncillos muy cortos que pueden confundirse con los típicos cocos.
Ejemplos de cocobacilos son Haemophilus influenzae, Gardnerella vaginalis y Chlamydia trachomatis. Aggregatibacter actinomycetemcomitans que es un cocobacilo gramnegativo predominante en placas subgingivales. Las cepas de Acinetobacter pueden crecer en medios sólidos como cocobacilos. Otros cocobacilos son Bordetella pertussis es un cocobacilo gramnegativo responsable de causar la tos ferina y Yersinia pestis, la bacteria que causa la peste, también es un cocobacilo.
Coxiella burnetti también es un cocobacilo. Las bacterias del género Brucella son cocobacilos de importancia médica que causan la brucelosis. Haemophilus ducreyi, otro cocobacilo gramnegativo de importancia médica, es un causante de enfermedades de transmisión sexual y el chancroide de los países del Tercer Mundo.